# L-Innu Malti
L-Innu Malti é o hino nacional de Malta.

## História
Em 1922, Dr. Laferla, Director de Escolas Primárias, conseguiu uma música composta por Dr. R. Sammut. Ele entregou-a a Dun Karm, um renomado sacerdote e poeta, para compor a letra e ser utilizada como hino escolar. Assim que Dun Karm começou a escrever, repentinamente lhe veio a ideia de escrever o hino na forma de uma prece a Deus. L-INNU MALTI (Hino Maltês) foi executado pela primeira vez no dia 3 de Fevereiro de 1923. Em 1945 foi oficialmente declarado como Hino Nacional de Malta.

## Letra

### Letra oficial emmaltês
| Alfabeto latino (oficial) | Alfabeto árabe (histórico) | Alfabeto grego (histórico) | Transcrição AFI |
| Lil din l-art ħelwa, l-Omm li tatna isimha, Ħares, Mulej, kif dejjem Int ħarist: Ftakar li lilha bil-oħla dawl libbist. Agħti, kbir Alla, id-dehen lil min jaħkimha, Rodd il-ħniena lis-sid, saħħa 'l-ħaddiem: Seddaq il-għaqda fil-Maltin u s-sliem. | لذين الأرض حِلوة، الأم اللي عطاتنا اسمها، حارس، مولاي، كيف دايم أنت حرست فتكر لي لِيلْها بالأُحلى دَوْل لبّست. أعطي، كبير الله، الذهن لِلْمِنْ يَحكمها، رُد الحنانة للسيد، صحَّة للخدَّام صدَق العَقدة في المالطين والسلام. | Λιλ διν λαρτ χελϝα, λΟμμ λι τατνα ισιμͱα, Χαρες, Μουλει, κιφ δεϊεμ Ιντ χαριστ: Φτακαρ λι λιλͱα βιλ οχλα δαϝλ λιββιστ. Αατι, κβιρ Αλλα, ιδδεͱεν λιλ μιν ιαχκιμͱα, Ροδδ ιλχνηνα λισσιδ, σαχχα ´λχαδδημ: Σεδδαϙ ιλααϙδα φιλ Μαλτιν ου σσλημ. | [lɪl diːn lɐrt ħɛlwɐ lɔmː lɪ taːtnɐ ɪsɪmhɐ] [ħaːrɛs mʊlɛj kiːv dɛjːɛm ɪnt ħɐrɪst] [ftɐkɐr lɪ liːlħɐ bɪlɔħlɐ dɐwl lɪbːɪst] [aːtiː ɡbiːr ɐlːɐ ɪdːɛːn lɪlmɪn jɐħkɪmhɐ] [rɔtː ɪlħnɪːnɐ lɪsːiːt sɐħːɐ lħɐdːɪːm] [sɛdːɐʔ ɪlaːʔdɐ fiːl mɐltiːn ʊsːlɪːm] |

### Versões eminglês
| Traduzido por René Micallef (cantável) | Traduzido por May Butcher |
| --- | --- |
| Guard, Lord, forever, as you've done erst and ceasing never, This land whose name we received, our motherly-named Mother. Her you have draped with a light whose grace exceeds all other. On those who govern, sovereign God, bestow understanding, Grant wellness to those who work, largesse to those employing, Make firm, make just all our bonds, the peace we are enjoying. | O Little Island, Lord, as ever Thou hast guarded! This Motherland so dear whose name we bear! Keep her in mind, whom Thou hast made so fair! May he who rules, for wisdom be regarded! In master mercy, strength in man increase! Confirm us all, in unity and peace! |

### Tradução paraportuguês
Proteja, Senhor, assim como sempre protegeu,
Esta Pátria tão querida cujo nome carregamos:
Lembre que a vestiu com as maiores belezas!
Dê, ó Deus, a inteligência áquele que a governa,
Piedade ao patrão, vigor ao trabalhador:
Confirme nos Malteses, a unidade e a paz!